# Alojzy Wojciechowski
Alojzy Franciszek Wojciechowski (ur. 10 maja 1927 w Zbąszyniu, zm. 2 maja 2019 w Warszawie) – polski wojskowy i działacz państwowy, wojewoda radomski od 1981 do 1990.

## Życiorys

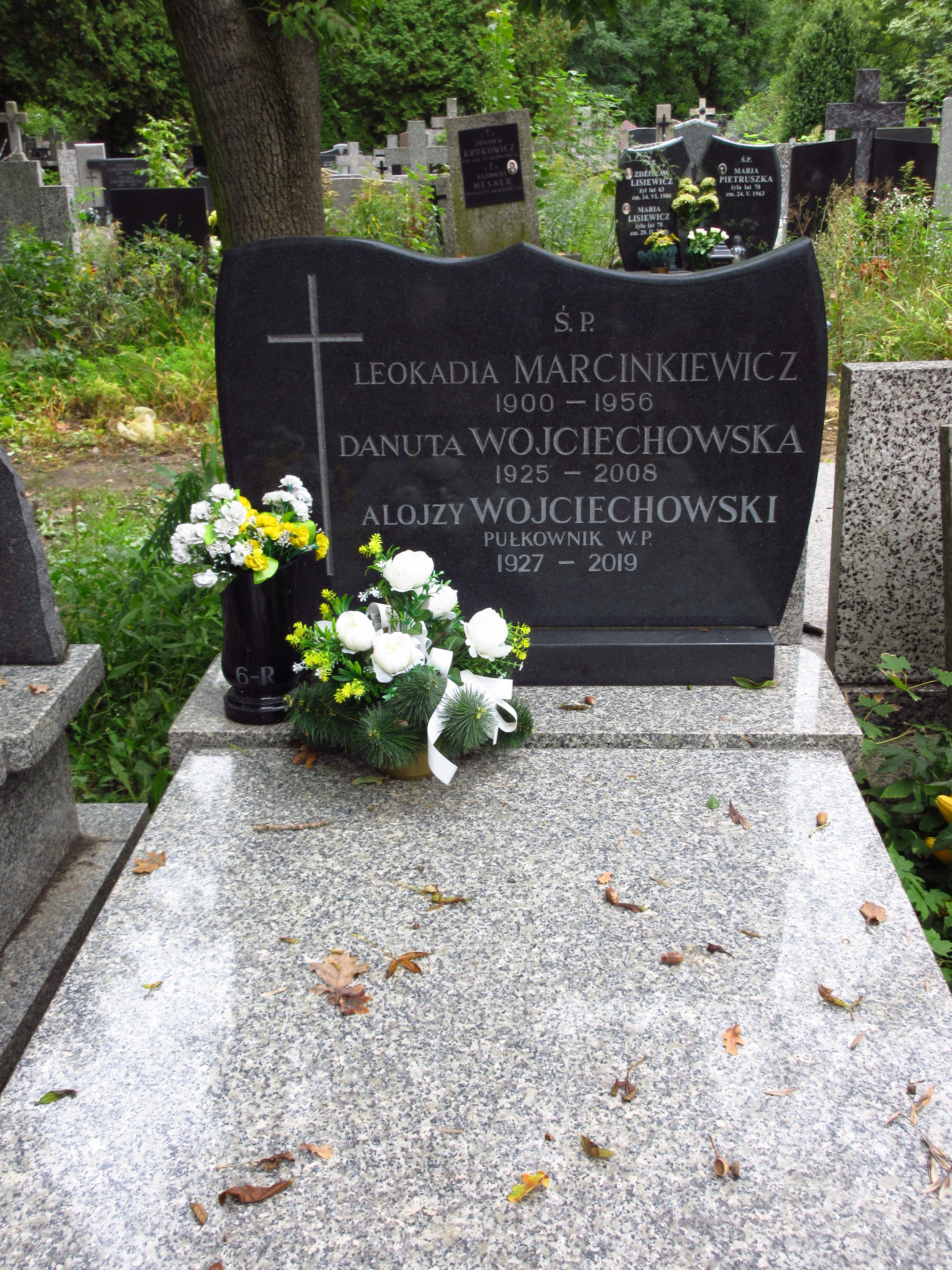
Grób Alojzego Wojciechowskiego na Cmentarzu Bródnowskim.

Syn Franciszka i Marii. Od 1948 służył w ludowym Wojsku Polskim. Ukończył studia inżynierskie w Wojskowej Akademii Technicznej. Był członkiem PZPR. W trakcie służby zajmował coraz wyższe stanowiska w służbach technicznych i awansował do stopnia pułkownika. Od 1976 był zastępcą szefa Służby Czołgowo-Samochodowej MON. Został wojewodą w grudniu 1981, kiedy to w związku ze stanem wojennym odwołano Feliksa Wojtkuna. W III Rzeczypospolitej jego następcą został Jan Rejczak. Pochowany na Cmentarzu Bródnowskim (kwatera 6R-2-25).

## Źródła
- Zmiany na stanowiskach wojewodów, "Trybuna Ludu", nr 295, 16 grudnia 1981, s. 2.